# Alien Autopsy
Alien Autopsy, noto anche come Alien autopsy - Una storia vera è un film del 2006 diretto da Jonny Campbell.
Si tratta di una ricostruzione parodistica della genesi del filmato Autopsia di un alieno (Alien autopsy) presentato da Ray Santilli, che mostra un'autopsia fatta ad un corpo di un presunto extraterrestre.

## Trama
L'inglese Ray Santilli, venditore di cassette pirata, si reca a Cleveland con l'amico Gary Shoefield per acquistare a basso prezzo vecchi cimeli di Elvis Presley con lo scopo di rivenderli a Londra al doppio del prezzo originale.
A Cleveland, Ray incontra Harvey, ex membro dell'esercito americano, che sostiene di possedere un raro video che potrebbe interessare il ragazzo. Harvey porta Ray a casa sua e gli mostra un filmino girato da lui stesso negli anni quaranta. Nel filmino viene mostrata la vera autopsia di un essere extraterrestre. Harvey chiede a Ray 30 000 dollari per liberarsi una volta per tutte della pizza di pellicola. Ray, entusiasta dell'affare che sta per concludere, torna in albergo da Gary, per raccontargli tutto.
L'unico problema adesso è trovare i 30 000 dollari da dare ad Harvey. I due ragazzi decidono di chiederli a Laszlo Voros, un feroce strozzino omosessuale fanatico di UFO. Ray e Gary si rendono conto troppo tardi che è ormai impossibile vedere il girato, a causa del deterioramento della pellicola; chiedono aiuto ad un esperto, ma anch'esso sostiene che le possibilità di recuperare il girato sono ben poche. Messi alle strette da Voros, che intendeva vedere al più presto il video, Ray e Gary decidono di rigirare la scena dell'autopsia in casa della sorella di Gary, aiutati da parenti e amici.
I due realizzano una sorta di "remake" del video di Harvey, spacciandolo per originale e vendendolo a tutte le stazioni televisive del mondo per diverse migliaia di dollari; così facendo Ray Santilli e Gary Shoefield si arricchiscono diventando due vere e proprie celebrità.
Il video viene trasmesso dalle emittenti televisive di tutto il mondo il 28 agosto 1995.
Un giorno, si presenta a casa di Ray il proiezionista al quale avevano chiesto aiuto, dicendo di aver recuperato parte del girato della pellicola originale. Ray e Gary, stanchi della vita da celebrità, non hanno intenzione di ricominciare tutto quanto daccapo e decidono di seppellire la pellicola originale, sperando che nessuno la trovi mai.

## Slogan promozionali
- «What Are You Looking At?»
- «Be Prepared To Be Stitched Up.»
- «The truth isn't out there»
- «Tutto il mondo ci è cascato.»